# 竹中重寛
竹中 重寛（たけなか しげひろ）は、江戸時代後期の旗本。

## 経歴
明和5年（1768年）、備中国鴨方藩主・池田政方の十男として江戸に生まれた。
天明年間の初め頃、旗本の竹中厚之進が早世した際、公辺内分（幕府に対して無届け）により身代わりとして跡を継ぎ、竹中家に入った。天明3年（1783年）12月7日、徳川家治に拝謁。その後大番頭を務め、従五位下遠江守に叙任された。
文化4年（1807年）8月17日、江戸にて40歳で死去。泉岳寺に葬られた。

### 相続に関して
元々竹中家には、天明元年（1781年）3月5日に14歳で祖父の竹中元儔の跡を継承した厚之進（父：竹中元恭（婿養子。下野国壬生藩主鳥居忠意五男）、母：竹中元儔養女（竹中元敏娘。元儔の妹））がいた。
この厚之進は将軍御目見前に早世してしまった。竹中家のお家断絶を防ぐため、池田家の隆之助が養子に入り、厚之進に成り代わったとみられている。そのため、『寛政重修諸家譜』では元智（重寛）の存在が池田家の系譜に記されておらず、また竹中家の系譜には重寛が養子であるとの記載はない。隆之助が成り代わった時期については明確ではないが、池田家の状況からみて天明元年（1781年）閏5月から天明2年（1782年）4月までの間とみられる。
なお、この内密での相続に関連し、既に幕府に提出されていた「隆之助」（明和2年（1765年）生まれで記載）としての丈夫届については、つじつまを合わせるために弟の池田方教に「隆之助」の通称を名乗らせ、方教はその丈夫届に伴って明和2年（1765年）生まれの扱いにされた。